# Mirko Vidović

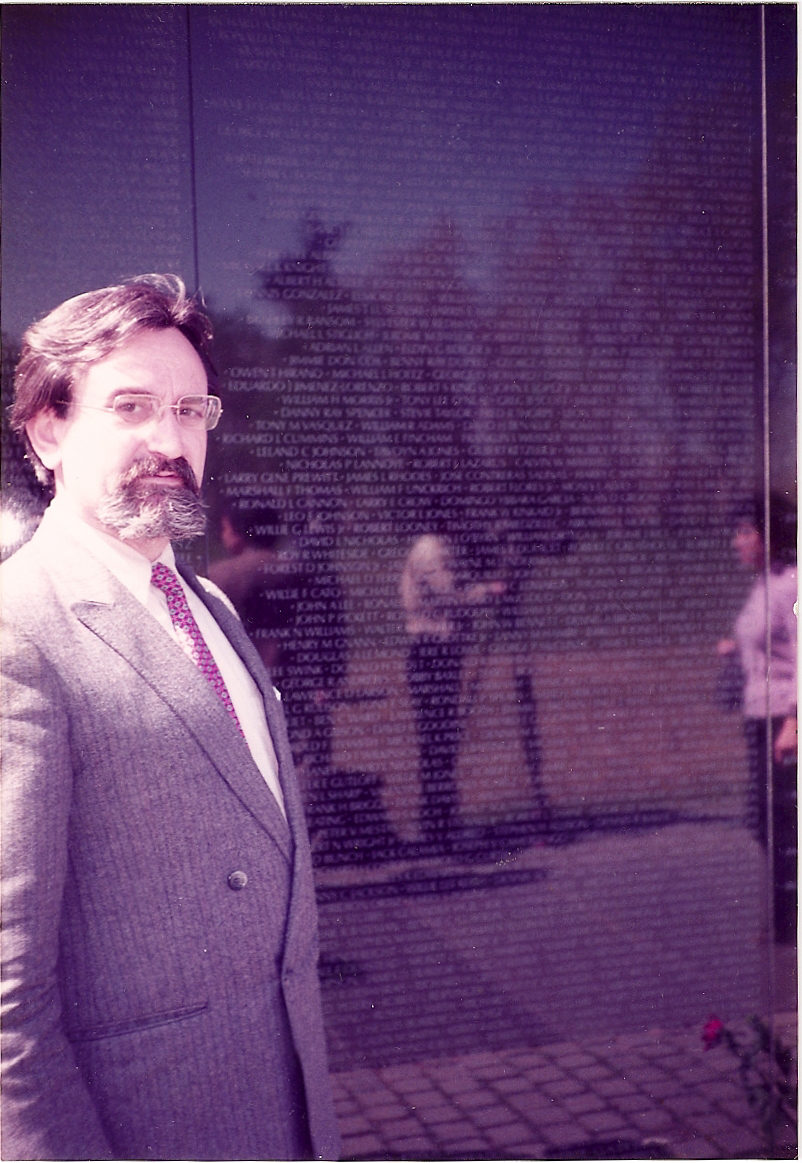
'Mirko Vidović diante do Vietnam Memorial, Washington, nos anos 1980.

Mirko Vidović (Livno, 31 de Dezembro de 1940, morreu no dia 13 de outubro de 2016 em Valence (França)) era um escritor croata, nascido na Bósnia e Herzegovina.

## Livros publicados
Vidović publicou mais de 1200 trabalhos, sobre diferentes temas. As suas principais obras são : 
- Hram nade ("Templo da esperança"), de 1970;
- Ribnjak Bethesda ("O tanque de Betesda"), de 1971;
- Sakrivena strana mjeseca ("A face oculta da lua"), de 1977;
- Bijeli vitez ("Cavaleiro branco"), de 1980;
- Bumerang, de 1984;
- Hrvatski iranski korijeni ("Raízes iranianas da Croácia") de 1991;
- Ban Kulin i krstjanska Bosna ("O ban Kulin e a Bósnia cristã"), de 2001, obra acerca da história medieval da Bósnia;
- Gatha Spitana Zarathustre, de 2005.

- Patrick, ljubavi! (Biblioteka Vallis aurea) (953-207-032-X / 953207032X) (em croata)
- Sakrivena strana mjeseca: zapisi o Titovim tamnicama (84-399-8900-8 / 8439989008) (em croata)
- Haiku Poezija / Haiku Poetry (953-96593-0-2 / 9539659302)